# أورفيل (باد كاليه)
أورفيل، باد كاليه (بالفرنسية: Orville, Pas-de-Calais) هي بلدية تقع في إقليم باد كاليه من منطقة نور با دو كاليه في شمال فرنسا. تبلغ مساحة هذه المدينة 11.95 (كم²)، وترتفع عن سطح البحر 70 م، يبلغ عدد سكانها 336 نسمة حسب إحصاء المعهد الوطني للإحصاء والدراسات الاقتصادية سنة 2009 م. وترأس Yves Debureaux البلدية خلال فترة (2008-2014).